# Fiona pinnata
Fiona pinnata (Eschscholtz, 1831) è un mollusco nudibranchio della famiglia Fionidae. È l'unica specie nota del genere Fiona.

## Descrizione
Questo nudibranchio ha un corpo lungo circa 20 mm, di colore grigio-blu. I rinofori sono lisci e i cerata, di colore blu, sono disposti irregolarmente sui due lati del mantello.

## Biologia
Sebbene spesso sia considerata una specie pelagica, Fiona pinnata è incapace di nuotare, e vive su oggetti galleggianti, spesso in associazione  con cirripedi del genere Lepas (in particolare Lepas ansifera e Lepas anatifera, di cui si nutre), o con altre specie galleggianti come gli cnidari Velella velella e Porpita porpita.

## Distribuzione e habitat
La specie è presente in tutti i mari, ma nonostante questo è molto rara.
Grandi popolazioni possono talora incontrarsi associate a colonie di cirripedi su grossi pezzi di legno galleggianti alla deriva.